# Hermaniwka (obwód kijowski)
Hermaniwka (ukr. Германівка) – wieś na Ukrainie, w obwodzie kijowskim, w rejonie obuchowskim, nad Krasną. W 2001 roku liczyła 1667 mieszkańców.
Pierwsza wzmianka o miejscowości pod nazwą Hermenycz pochodzi z 1240 roku. W tymże roku wieś została spalona przez Tatarów, a na jej zgliszczach powstała później nowa osada – Hermaniwka. W czasach radzieckich w miejscowości znajdowała się siedziba kołchozu „Komsomoł”. W 1946 roku wieś została przemianowana na Krasne, potem Krasne Druhe. Nazwę Hermaniwka przywrócono w 1989 roku.